# Tiszczenskoje
Tiszczenskoje (ros. Тищенское) – wieś w Rosji, w Kraju Stawropolskim, w rejonie izobilnieńskim. W 2010 liczyła 3325 mieszkańców.